# Espineta capgrisa
L'espineta capgrisa (Aethomyias perspicillatus) és una espècie d'ocell de la família dels acantízids (Acanthizidae) que habita la selva humida de les muntanyes del centre i est de Nova Guinea, a excepció del Vogelkop. Habita a major alcària que l'espineta verdosa (A. arfakianus).